# Tunnel Rodenrijseweg

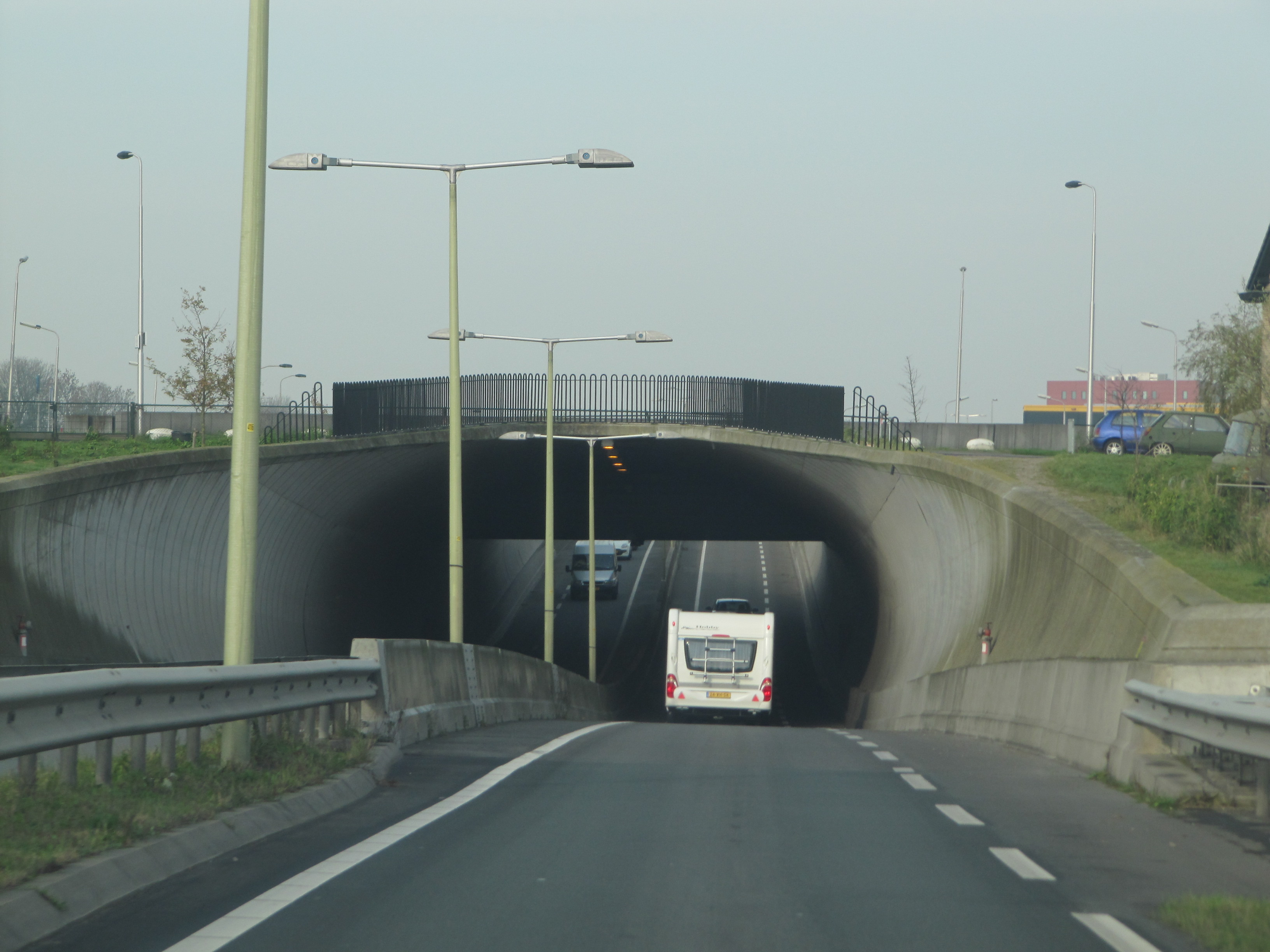
Ingang komende vanuit Rotterdam

De tunnel Rodenrijseweg is een ovale betonnen tunnel in de provinciale weg 471 tussen het industrieterrein van Berkel en Rodenrijs en de aansluiting op de provinciale weg 209 (N209), in de Nederlandse provincie Zuid-Holland. De tunnel kruist de Rodenrijschevaart en de Rodenrijseweg. De tunnel had als werknaam kunstwerk 17 in de N470, aangezien dit deel van de N471 oorspronkelijk als zuidtak van de provinciale weg 470 (N470) is aangelegd.
De tunnel is ontworpen door DHV in samenwerking met architect Marius van den Wildenberg in opdracht van de provincie Zuid-Holland.
De Tunnel Rodenrijseweg ontving de nationale betonprijs 2007 en de Europese betonprijs 2008.